# カウズ
カウズ（英語: KAWS、1974年11月4日 - ）は、アメリカ合衆国の現代美術家。本名はブライアン・ドネリー（英語: Brian Donnelly）。

## 来歴

### 生い立ち
1974年、アメリカ合衆国のニュージャージー州にて生まれた。小学生の頃からグラフィティを始め、1990年代初頭よりで知られるようになった。また、1993年にスクール・オブ・ビジュアル・アーツの門を叩き、1996年まで同校で学んだ。

### 美術家として
19歳の頃、日本にてバウンティハンターと初めての立体作品を手掛けた。2000年代初頭には、目が×印になっているキャラクター「コンパニオン」を生み出す。2002年、公式ウェブサイトを通じて自らの作品の販売を開始した。2008年より、エマニュエル・ペロタンが経営するギャラリーに所属する。

## 略歴
- 1974年 - ニュージャージー州にて誕生[1]。
- 1993年 - スクール・オブ・ビジュアル・アーツ入学[1]。
- 1996年 - スクール・オブ・ビジュアル・アーツ卒業[1]。